# Під планетою мавп
«Під планетою мавп» (англ. Beneath The Planet Of The Apes) — другий фільм з циклу «Планета мавп».

## Сюжет
Нова група астронавтів відлітає з Землі в пошуках попередньої групи, про яку говорилося в першій частині. Але їхній корабель також зазнає краху, і виживає тільки один — сержант Брент.
Буквально відразу після аварії він знаходить Нову і намагається дізнатися у неї, де Тейлор, так як у того був його армійський значок. З незрозумілих причин Нова не змогла йому відповісти, і вони разом поїхали в місто мавп, де зустрівшись з Зірою і Корнеліусом, дізналися, куди приблизно пішов Тейлор — а саме в так зване «Покинуте Місто», яке є Нью-Йорком.
Потрапивши в це місто, Брент потрапляє в метро, де знаходить колонію уцілілих розумних людей-мутантів, які спілкувалися один з одним за допомогою телепатії і поклонялися ракеті-носієві з кобальтовою боєголовкою (кобальтова бомба (вона ж «брудна бомба»).
В цей же час мавпи пішли війною на місто, і люди використавши їх єдину зброю — ілюзії — не змогли з ними впоратися. Тому Брента відвели до Тейлора та з допомогою телепатії змусили їх битися на смерть. Але телепата відвернула Нова, і Брент з Тейлором вбили телепата. А потім в місто прийшли і мавпи і тим самим відвернули інших людей-мутантів. Брент і Тейлор змогли вибратися з клітки, потрапивши в саме пекло битви.
Останній уцілілий телепат показує мавпам ракету, але ватажок мавп сміється над телепатом і наказує його вбити. Брент гине в бою з мавпами. Смертельно поранений Тейлор, впавши біля «червоної кнопки» натискає її, спричиняючи запуск ракети.
Далі у фіналі голос за кадром розповідає, що в одній з незліченних галактик у Всесвіті, лежить середніх розмірів зірка, і один з її супутників, незначна зелена планета, мертва.

## У ролях
- Джеймс Францискас — Брент
- Девід Вотсон — Корнеліус
- Родді МакДовелл — Корнеліус (фрагмент)
- Кім Гантер — Зіра
- Моріс Еванс — Доктор Зюйс
- Лінда Харрісон — Нова
- Пол Річарадс — Мендес
- Наталі Транді — Альбіна
- Джефф Кору — Каспей
- Грегорі Буоно — Верджер
- Дон Педро Коллі — Негро
- Віктор Буоно — «Товстун»[3]
- Джеймс Грегорі — Генерал Урсус
- Чарлтон Гестон — Тейлор
- Тод Ендрюс — Меддок
- Томас Гомес — Міністр
- Пол Фріз — Оповідач